# Робустов, Геннадий Васильевич
Генна́дий Васи́льевич Робустов (9 марта 1929, Большой Вьяс, Пензенский округ — 15 января 2005, Тольятти, Самарская область) — советский строитель, монтажник, бригадир комплексной бригады, Герой Социалистического Труда.

## Биография
Родился в 1929 году.
Окончил школу десятников, начал трудовую деятельность в 1942 году.
В 1960 году переехал в Ставрополь (ныне Тольятти), где работал на строительстве химических предприятий. С 1967 года трудился в тресте «Автозаводстрой» ПСМО «Куйбышевгидрострой» сначала бригадиром комплексной бригаду СУ-11, с 1982 года — бригадиром ПМК-2, а в 1987—1989 плотником и бригадиром плотницкой бригаду СУ-11.
Участник строительства Волжского автозавода, Куйбышевазота, дворца спорта «Волгарь», комплекса «Поволжское» и других промышленных и жилищно-бытовых объектов г. Тольятти.
После выхода на пенсию проживал в Тольятти.

## Награды
- Герой Социалистического Труда (1973);
- Орден Ленина (1973).
- орден Трудового Красного Знамени;
- медаль «Ветеран труда»
- медаль «За доблестный труд»

## Интересные факты

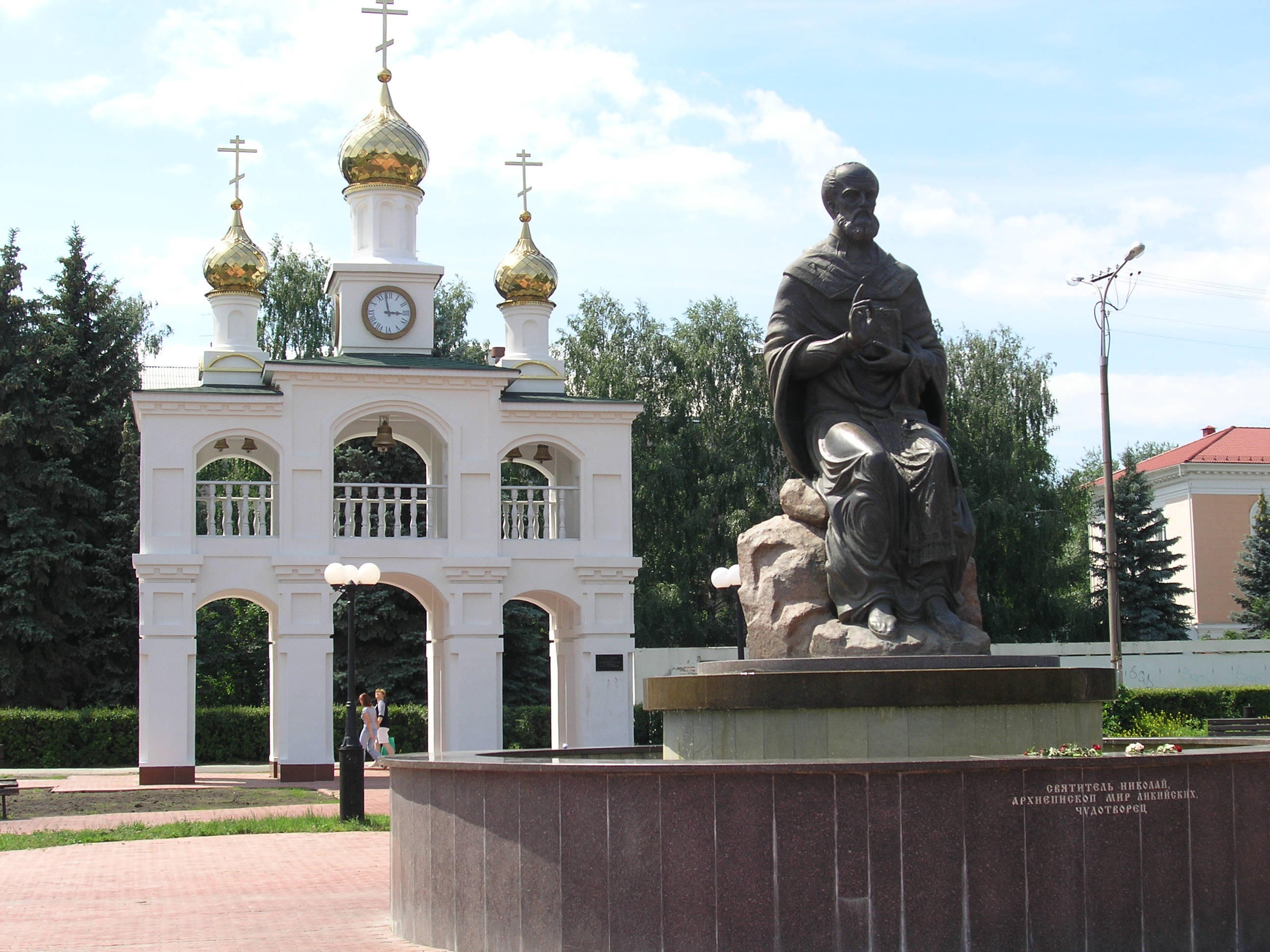
Мемориал строителям Тольятти

5 ноября 2004 года на Центральной площади Тольятти состоялось торжественное открытие и освещение памятника «Созидателям города», основной фигурой которого стала скульптура Святителя Николая чудотворца.
История строительства памятника такова. Скульптура установлена на месте, где прежде находился закладной камень под монумент «Слава труду» — глыба серого гранита. Установлен он был в ноябре 1977 года. Право заложить монумент было предоставлено строителям «Куйбышевгидростроя» — бригадирам, Героям Социалистического труда И. М. Ефремову, Г. В. Робустову, Л. С. Сиверской и Заслуженному строителю СССР — З. П. Ковалевой. Надпись на граните гласила: «Здесь будет сооружен монумент „Слава труду“, в честь строителей Ордена Ленина и Ордена Трудового Красного Знамени Куйбышевгидростроя». Точную дату установления монумента тогда не определили.